# Haruna Iikubo
Haruna Iikubo (飯窪 春菜 Iikubo Haruna?,  Tokio, Japón, 7 de noviembre de 1994) es una modelo, actriz y cantante de pop japonesa. Iikubo perteneció  a la décima generación del grupo de pop Morning Musume. Anteriormente trabajó como modelo para la revista japonesa de moda Love Berry.

## Filmografía

### Anime
2010
- Angel's Friends como Miki
- Ikkitousen como Hakufu Sonsaku

2011
- Hanasaku Iroha Voces adicionales
- HenSemi como Nanako Matsutaka
- Barbie: Escuela de Princesas como Portia

2013
- D.C.III: Da Capo III Como  Nemu Asakura
- Cross Fight B-Daman Como  Ryugasaki Kakeru

2014
- Sailor Moon Crystal Voces adicionales

2019
- Beastars Voces adicionales

TBA
- Boku wa Mari no NakaComo Momoka
- Mahochuu!Como Airu Tennouzu

### Doblaje
- "Violetta (telenovela) (2012) como Violetta Castillo (Martina Stoessel)
- "Behaving Badly (película) (2014) como Kristen Stevens. (Ashley Rickards)
- "Monster High (película de 2022) (2022) como Frankie Stein (Ceci Balagot)
- "Pleasure (2021) como Sí misma (Gina Valentina)

## Grupos y unidades de Hello! Project
- Morning Musume (2011-2018)
- Hello! Project Mobekimasu (2011)

## Discografía

### Singles
Morning Musume
- "Pyoko Pyoko Ultra" (25 de enero de 2012)
- "Ren'ai Hunter" (11 de abril de 2012)
- "One・Two・Three / The Matenrou Show" (4 de julio de 2012)
- "Wakuteka Take a Chance" (10 de octubre de 2012)
- "Help me!!" (23 de enero de 2013)
- "Brainstorming/Kimi sae ireba nani mo iranai" (17 de abril de 2013)
- "Kimi no Kawari wa Iyashinai/WHAT IS LOVE?/Egao no Kimi wa Taiyou sa!"
- "Toki wo Koe, Sora wo Koe/Password is 0" (16 de abril de 2014)

## Filmografía

### Películas
- Inu to Anata no Monogatari: Inu no Eiga (犬とあなたの物語 いぬのえいが) (2011)

### Series de televisión
- Glass no Kiba (ガラスの牙) (3 de agosto de 2010, Chubu-Nippon/TBS）— como Kumi Toda (戸田くみ)
- Sūgaku Joshi Gakuen (11 de enero de 2012 — 28 de marzo de 2012)

## Apariciones

### Programas de televisión
- Hello Pro! Time (ハロプロ!TIME) (septiembre de 2011 — mayo de 2012)

### Conciertos
Morning Musume
- Morning Musume Concert Tour 2011 Aki Ai Believe: Takahashi Ai Sotsugyō Kinen Special (コンサートツアー2011秋 愛BELIEVE～高橋愛 卒業記念スペシャル～) (septiembre de 2011)
- Hello! Project 2012 WINTER Hello☆Pro Tengoku ~Rock-chan~
- Hello! Project 2012 WINTER Hello☆Pro Tengoku ~Funky-chan~
- Morning Musume Concert Tour 2012 Haru: Ultra Smart (18 de febrero de 2012 — 13 de mayo de 2012)

### Revistas
- Love Berry (junio de 2009 – febrero de 2011, modelo exclusiva)
- memew Vol.44
- CM NOW Vol.144

### Anuncios
- Love-Digi Moving Photo Camera (ラブデジ ムービングフォト) (2009, Takara Tomy)
- Love-Digi Furifuri Photo Frame (ラブデジ ふりふりフォトフレーム) (2010, Takara Tomy)
- Love-Digi Pri-Seal Stick (ラブデジ プリシールスティック) (2010, Takara Tomy)
- Kanpo Senka (カンポウ専科) (Kracie Pharmaceutical)